# 센트럴 파크 (마천루)
센트럴 파크(영어: Central Park)는 오스트레일리아 퍼스에 위치한 마천루이다.